# Odeon (canção)
Odeon é um tango brasileiro com música de Ernesto Nazareth composta em 1910 e letra original de Hubaldo Maurício, em outra versão escrita por Vinicius de Moraes, composto em homenagem ao Cinema Odeon, localizado na Cinelândia, no centro da cidade do Rio de Janeiro.

## História
Em 1908, Ernesto Nazareth foi contratado para animar a sala de espera do cinema Odeon, o mais luxuoso da cidade do Rio de Janeiro. 
Em 1910, Nazareth compôs e dedicou esta canção "à distinta empresa Zambelli & Cia.", proprietária do cinema Odeon. Muitas pessoas frequentavam o Odeon só para ouvi-lo tocar, deixando inclusive de assistir aos filmes.
Durante a vida de Nazareth, Odeon não foi uma peça de especial destaque, tendo sido gravada apenas em 1912, pelo próprio compositor juntamente com Pedro de Alcântara ao flautim. A canção só tornou-se seu maior sucesso após sua morte, especialmente depois que recebeu letra do poeta Vinícius de Moraes na década de 1960.
Em 1978, foi tema de abertura da telenovela A sucessora, na voz de Nara Leão.
Em 2000, a canção fez parte da trilha-sonora da novela O Cravo e a Rosa (versão de Sérgio Saraceni).
Até 2012, a canção alcançou a impressionante marca de 325 gravações comerciais, feitas em diversos países.

## Ligações Externas
- Ouvir "Odeon" - beakauffmann.com
- ernestonazareth150anos.com.br
- Portal Musica Brasilis - partitura gratuita para download